# طلب على النقود

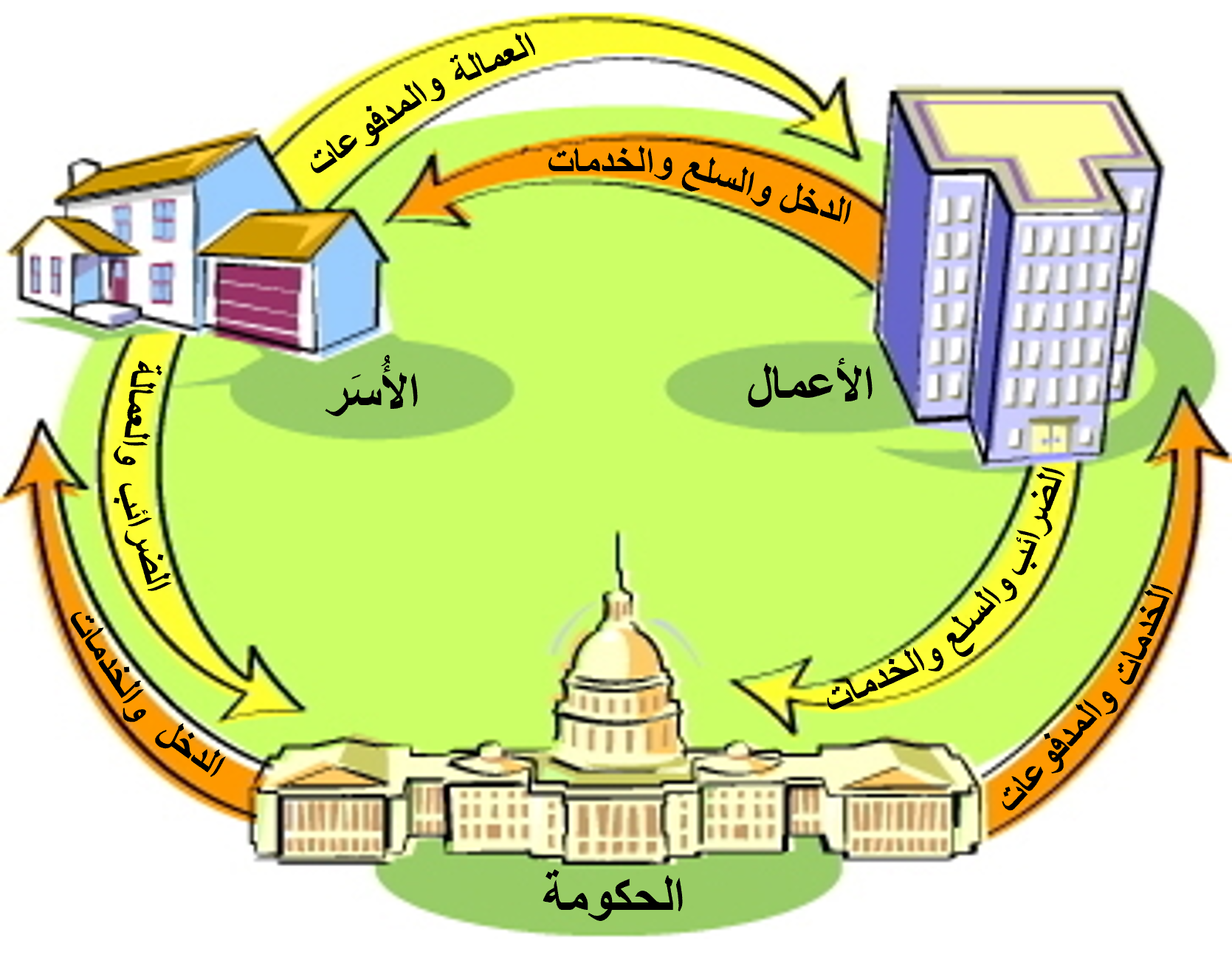
مخطط رسومي للتدفق الداري للمبادئ في الاقتصاد

في الاقتصاد النقدي، فإن الطلب على النقود هو الحيازة المرغوبة للأصول المالية في صورة نقود: أي الودائع النقدية أو المصرفية بدلًا من الاستثمارات. يمكن أن يشار إلى الطلب على النقود المحدد بدقّة على أنه (إم1) M1 (المقتنيات القابلة للاستهلاك المباشر)، أو إلى النقود بمعناها الأوسع لـ M2(إم2) أو M3(إم3).
يُتحكم بالنقود في سياق معنى (إم1) بكونها مخزن للقيمة (حتى مخزن مؤقت) عن طريق الأصول التي تتحمل فوائد. ومع ذلك، إن (إم1) ضروري لتنفيذ المعاملات؛ وبعبارة أخرى، فإنه يوفر السيولة. هذا يخلق مفاضلة بين ميزة السيولة المتمثلة في الاحتفاظ بالنقد للنفقات في المستقبل القريب وميزة الفائدة المتمثلة في الاحتفاظ بأصول أخرى مؤقتًا. إن الطلب على (إم1) ناتج عن هذه المقايضة فيما يتعلق بالشكل الذي ينبغي أن يحتفظ به الشخص بأمواله المراد إنفاقها. في الاقتصاد الكلي يمكن تقسيم الدوافع للاحتفاظ بثروة الفرد في شكل (إم1) تقريبًا إلى دافع المعاملة والدافع الاحتياطي. يستند الطلب على تلك الأجزاء من المفهوم النقدي الأوسع M2(إم2) الذي يتحمل سعر فائدة غير مبسط على الطلب على الأصول. يمكن تقسيم هذين النوعين بشكل فرعي إلى دوافع اقتصادية قائمة بالأكثر على الاقتصاد الجزئي للاحتفاظ بالنقد.
بشكل عام، يزداد الطلب الاسمي على النقود مع مستوى الإنتاج الاسمي (مستوى السعر*الإنتاج الحقيقي) وينخفض مع معدل الفائدة الاسمية. يتم تعريف الطلب الحقيقي على النقود على أنها القيمة الاسمية للأموال المطلوبة مقسومة على مستوى السعر. بالنسبة إلى عرض نقدي محدد، يُعرف الموضع الهندسي لأزواج معدلات أسعار الفائدة على الدخل التي يساوي فيها الطلب النقدي عرض النقود باسم منحنى (إل إم) LM.
إن حجم تقلب الطلب النقدي يُخلّف عواقب بالغة الأهمية على الطريقة المثلى التي يتعين على أي بنك مركزي أن ينفذ بها السياسة النقدية واختياره لأي أداة تثبيت اسمية.
تلعب الظروف التي يكون فيها منحنى (إل إم) مسطحًا، بحيث لا يكون للزيادات في العرض النقدي أيّ تأثير تحفيزي (مصيدة السيولة)، دورًا مهمًا في النظرية الكينزية. يحدث هذا الموقف عندما يكون الطلب على النقود مرنًا بلا حدود فيما يتعلق بسعر الفائدة.
يمكن كتابة دالة النقد-الطلب بشكل نموذجي كما يلي:
{\displaystyle M^{d}=P\times L(R,Y)\,}
حيث Md هي القيمة الاسمية للأموال المطلوبة، P هي مستوى السعر، R هو معدل الفائدة الاسمية، Y هو الدخل الحقيقي، وL(.) هو الطلب النقدي الحقيقي. اسم بديل لـ L(R,Y) هو دالة تفضيل السيولة.
تقديرات تجريبية لوظائف الطلب على النقود
هل الطلب على النقود مستقر؟
زعم فريدمان وشوارتز في عملهما لعام 1963 «تاريخ نقدي للولايات المتحدة» أن الطلب على الأرصدة الحقيقية كان عبارة عن دالّة عن الدخل وسعر الفائدة. خلال الفترة الزمنية التي كانوا يدرسون فيها، بدا هذا صحيحًا. مع ذلك، بعد وقت قصير من نشر الكتاب، تبعًا للتغيرات في الأسواق المالية والأنظمة المالية أصبح الطلب على النقود غير مستقرٍ أكثر. أظهر العديد من الباحثين أن الطلب على النقود أصبح غير مستقرٍ أكثر بكثير بعد عام 1975. يدرس كلّ من إريكسون وهندري وبريستويتش (1998) نموذجًا للطلب على النقود مبني على الدوافع المختلفة الموضحة أعلاه واختبروها ببيانات تجريبية. تبين أن النموذج الأساسي يعمل بشكل جيد خلال الفترة من عام 1878 إلى عام 1975 ولا يبدو أن هناك تقلبًا كبيرًا في الطلب على النقود، في نتيجة مماثلة لتلك التي حققها فريدمان وشوارتز. هذا صحيح حتى على الرغم من أن الحربين العالميتين خلال هذه الفترة الزمنية كان يمكن أن تؤدي إلى تغييرات في سرعة دوران النقود. مع ذلك، عند استخدام نفس النموذج الأساسي على البيانات الممتدة من 1976 إلى 1993، فإن أداءه يكون سيئًا. على وجه الخصوص، يبدو أن الطلب على النقود ليس حساسًا لأسعار الفائدة ويبدو أن هناك تقلبات خارجية أكبر بكثير. يعزو المؤلفون الفرق إلى الابتكارات التكنولوجية في الأسواق المالية، وإلغاء القيود المالية، والمسألة ذات الصلة في القائمة المتغيرة للأصول التي ينظر فيها في تعريف النقود. أكد باحثون آخرون هذه النتيجة ببيانات حديثة وعلى مدى فترة أطول. يبدو أن الطلب على النقود يختلف زمنيًا ما يعتمد أيضًا على تأثيرات الرصيد الحقيقي للأسر.
يشير العمل اللاحق الذي قام به لورانس بول إلى أن استخدام المجاميع المكيّفة، مثل الممتلكات القابلة للتسييل، يمكن أن ينتج عنه دالة طلب أكثر استقرارًا. من خلال بحثه، كان بول قادرًا على إظهار أن استخدام العائد على الممتلكات القابلة للتسييل ينتج انحرافات أصغر من النماذج السابقة.

## أهمية تقلب الطلب على النقود للسياسة النقدية
إذا كان الطلب على النقود مستقرًا فإن السياسة النقدية التي تتكون من قاعدة نقدية تستهدف معدل نمو بعض المجمعات النقدية (مثل إم1 أو إم2) يمكن أن تساعد في استقرار الاقتصاد أو على الأقل إزالة السياسة النقدية كمصدر لتقلب الاقتصاد الكلي. بالإضافة إلى ذلك، إذا لم يتغير الطلب على النقود بشكل غير متوقع، فإن استهداف عرض النقود يعد وسيلة ملائمة لتحقيق معدل تضخم ثابت. يمكن رؤية ذلك بسهولة من خلال النظرية الكمية لمعادلة النقود المذكورة أعلاه. عندما يتم تحويل هذه المعادلة إلى معدلات نمو يكون لدينا
{\displaystyle g_{m}+g_{v}=\pi +g_{y}\,}
التي تقول إن معدل نمو العرض النقدي بالإضافة إلى معدل نمو سرعة دورانه يساوي معدل التضخم بالإضافة إلى معدل نمو الإنتاج الحقيقي. إذا كان الطلب على النقود مستقرًا إذًا تكون السرعة ثابتة وgv=0. بالإضافة إلى ذلك، على المدى الطويل ينمو الناتج الحقيقي بمعدل ثابت يساوي مجموع معدلات نمو السكان، والدراية التكنولوجيّة، والتكنولوجيا القائمة، وعلى هذا النحو يكون التغيير الخارجي. في هذه الحالة، يمكن حل المعادلة أعلاه من أجل معدل التضخم:
{\displaystyle \pi =-g_{y}+g_{m}\,}
هنا، بالنظر إلى معدل نمو الإنتاج على المدى الطويل، فإن المحدد الوحيد لمعدل التضخم هو معدل نمو المعروض النقدي. في هذه الحالة، يعد التضخم على المدى الطويل ظاهرة نقدية بحتة؛ يمكن للسياسة النقدية التي تستهدف المعروض النقدي أن تساهم في استقرار الاقتصاد وضمان معدل تضخم غير متغير.
مع ذلك ينهار هذا التحليل إذا كان الطلب على النقود غير مستقر -على سبيل المثال، إذا كانت سرعة الدوران في المعادلة أعلاه ليست ثابتة. في تلك الحالة، سوف تترجم الصدمات الموجهة إلى الطلب على النقود في إطار استهداف عرض النقود إلى تغييرات في معدلات الفائدة الحقيقية والاسمية ويؤدي إلى تقلبات اقتصادية. يمكن تحسين سياسة بديلة لاستهداف معدلات الفائدة بدلًا من عرض النقود عند هذه النتيجة حيث يُضبط عرض النقود لصدمات في الطلب على النقود، محافظًا على معدلات الفائدة (وبالتالي النشاط الاقتصادي) ثابتة نسبيًا.
تشير المناقشة أعلاه إلى أن تقلب الطلب على النقود أمر مهم لكيفية إدارة السياسة النقدية. إذا كانت معظم صدمات الطلب الإجمالي التي تؤثر على الاقتصاد تأتي من جانب الإنفاق، أي منحنى آي إس، فإن سياسة استهداف العرض النقدي ستستقر، مقارنةً بسياسة استهداف أسعار الفائدة. مع ذلك، إذا كانت معظم صدمات الطلب الإجمالي تأتي من التغيرات في الطلب على النقود، والتي تؤثر على منحنى إل إم، فإن سياسة استهداف العرض النقدي ستزعزع الاستقرار.